# Liste der Stiftsdekane von Berchtesgaden
Die Stiftsdekane des um 1100 gegründeten Klosterstifts in Berchtesgaden, das ab 1380 zur Reichsprälatur und zwischen 1559 und 1803 zur Fürstpropstei Berchtesgaden erhoben worden war, hatten die Leitung innerhalb des Klosters über das Stiftskapitel der Augustiner-Chorherren inne. Darüber hinaus übernahmen sie auch Stellvertreterfunktionen der Stifts- und Fürstpröpste wahr und einige von ihnen, insbesondere wenn sie zusätzlich  zum Koadjutor gewählt wurden, stiegen selbst zu Pröpsten des Klosterstifts auf. (Die knapp 130-jährige Kurkölnische Administration (1594–1723) durch drei Vertreter des Hauses Wittelsbach hatte allerdings mit dem 13-jährigen Ferdinand von Bayern einen Vorlauf als Koadjutor, ohne das er zuvor Stiftsdekan oder überhaupt im Klosterstift anwesend gewesen wäre. Ob während der Kurkölnischen Administration wie auch davor während der Inkorporation des Klosterstifts in das Erzstift Salzburg (1393–1404) die Stiftsdekane aus dem Kapitel hervorgingen oder von außen eingesetzt wurden, kann derzeit nicht verifiziert werden.)

## Liste mit weiterführenden Anmerkungen
| Fürstpröpste                                | von  | bis  | Stiftsdekane |
| ------------------------------------------- | ---- | ---- | --- |
| Eberwin                                     | 1101 | 1142 | |
| Hugo I.                                     | 1142 | 1151 | |
| Heinrich I.                                 | 1151 | 1174 | |
| Dietrich                                    | 1174 | 1178 | |
| Friedrich I.                                | 1178 | 1188 | |
| Wernher (Bernhard) I.                       | 1188 | 1201 | Ulrich |
| Gerhard                                     | 1201 | 1201 | |
| Hugo II.                                    | 1201 | 1210 | |
| Konrad I. Garrar                            | 1210 | 1211 | |
| Friedrich II. Ellinger                      | 1211 | 1217 | |
| Heinrich II.                                | 1217 | 1231 | |
| Friedrich III. von Ortenburg                | 1231 | 1239 | |
| Wernher (Bernhard) II.                      | 1239 | 1252 | |
| Konrad II.                                  | 1252 | 1252 | |
| Heinrich III.                               | 1252 | 1257 | Wernhardus (Stiftsdekan 1253–1271), |
| Konrad III. von Mödling                     | 1257 | 1283 | Wernhardus (Stiftsdekan 1253–1271), |
| Johann I. Saxo von Sachsenau                | 1283 | 1303 | |
| Hartung (Hartnid) von Lampoting             | 1303 | 1305 | |
| Eberhard Sachs                              | 1305 | 1317 | |
| Konrad IV. Tanner                           | 1317 | 1333 | Otto Tanner |
| Heinrich IV.                                | 1333 | 1351 | Otto Tanner |
| Reinhold Zeller                             | 1351 | 1355 | Otto Tanner |
| Otto Tanner                                 | 1355 | 1357 | |
| Peter I. Pfäffinger                         | 1357 | 1362 | |
| Jakob I. von Vansdorf                       | 1362 | 1368 | |
| Greimold Wulp                               | 1368 | 1377 | Ulrich Friesinger |
| Ulrich I. Wulp                              | 1377 | 1384 | Andre (Mitverfasser des Landbriefs) |
| Sieghard Waller                             | 1382 | 1384 | („Kleines“ Schisma zwischen Sieghard Waller und Ulrich I. Wulp) |
| Konrad V. Thorer von Thörlein               | 1384 | 1393 | Andre (Identisch mit Andre s.o. bei Ulrich I. Wulp?) |
| Pilgrim von Puchheim                        | 1393 | 1396 | Verwaltung der Propstei durch vom Erzbischof bestellten Dekan (Name und Amtszeit in Quelle nicht genannt) |
| Gregor Schenk von Osterwitz                 | 1396 | 1403 | Rudolf Gauzz (Gäwsi; Stiftsdekan 1403–1405), |
| Eberhard III. von Neuhaus                   | 1403 | 1404 | Rudolf Gauzz (Gäwsi; Stiftsdekan 1403–1405), |
| Peter II. Pienzenauer                       | 1404 | 1432 | Rudolf Gauzz (Gäwsi; Stiftsdekan 1403–1405), |
| Johann II. Praun                            | 1432 | 1446 | Ulrich bzw. Ulrich Plankenfelser bzw. Ulrich von Plankenfels († Februar 1467) bis 1446 in Berchtesgaden, dann ab 3. September 1446 Domherr in Salzburg sowie Hofmeister des Erzbischofs Sigismund I. von Volkersdorf und ab dem 23. Oktober 1453 bis 1467 Bischof von Chiemsee. |
| Bernhard (Wernhard) II. Leoprechtinger      | 1446 | 1473 | Schweighard Sein Nachfolger als Stiftsdekan war Erasmus Pretschlaiffer, der 1473 zum Propst berufen wurde. |
| Erasmus Pretschlaiffer                      | 1473 | 1486 | |
| Ulrich II. Pernauer                         | 1486 | 1495 | |
| Balthasar Hirschauer                        | 1496 | 1508 | Heinrich Neuhauser |
| Gregor Rainer                               | 1508 | 1522 | |
| Wolfgang I. Lenberger                       | 1523 | 1541 | Wolfgang Schottinger 1527 ersuchten die bairischen Herzöge den Papst, unter den „Stiftern und Patronen von Berchtesgaden“ Graf Sigmund von Ortenburg zum Koadjutor zu erwählen. |
| Wolfgang II. Griesstätter zu Haslach        | 1541 | 1567 | Goder; 1558, ein Jahr vor der Erhebung zur Fürstpropstei, benannte Propst Wolfgang II. Griesstätter zu Haslach Jakob II. Pütrich als Koadjutor, der ihm dann auch 1567 nachfolgen sollte. |
| Jakob II. Pütrich                           | 1567 | 1594 | Johann Jakob von Senna (Stiftsdekan 1576), Johann Marquard Anfang; als Koadjutor fungierte zudem bereits ab 1591 der von Jakob gegen den Willen einiger Kapitulare berufene, damals erst 13-jährige Ferdinand von Bayern. |
| Ferdinand von Bayern                        | 1594 | 1650 | *) Degenhart Neuchinger († 22. Januar 1624) wurde unter Kurfürst und Erzbischof Ferdinand von Bayern, der seinerzeit auch das Amt des Fürstpropsts bzw. Kurkölnischen Administrators von Berchtesgaden innehatte, zum Stiftsdekan berufen. ließ u. a. auf eigene Kosten Schloss Adelsheim erbauen. Neuchinger hat sich 1597 nach einem Blitzeinschlag von 1596 in den südlichen Turm der Berchtesgadener Stiftskirche um den Wiederaufbau der zerstörten Gebäudeteile bemüht. Als einziger Stiftsdekan wurde er nach seinem Tod 1624 mit einem aufwendig gestalteten Grabmal in der Franziskanerkirche Berchtesgaden bedacht. Sein Nachfolger als Stiftsdekan ab 1624 wurde Johann Benedikt von Perfall (andere Schreibweise: von Perfal; † 1649), der nach einem Erbvergleich vom 28. April 1616 mit seinem Bruder Phillipp Erhard sich nach Berchtesgaden mit der Zusicherung aufmachte, auf dem Gut Greifenberg seine Zuflucht zu finden, sollte er aus dem „Kloster vertrieben werden und nirgens Unterkunft finden“. Bereits 1628 hatte Ferdinand die Wahl seines Neffen Ferdinand Wilhelm von Bayern (1620–1629) zum Koadjutor durchgesetzt, der jedoch bereits ein Jahr später verstarb. |
| Maximilian Heinrich von Bayern              | 1650 | 1688 | Johann Paul Baldiron (ernannt zum Stiftsdekan im Dezember 1686) (Denkmal in den „Salzbergen“ von 1652), Johann Georg von Leoprechting zu Ellenbach (um 1620–1675; Vizedekan 1654, Stiftsdekan 1659) (Denkmal in den „Salzbergen“ von 1656), Zehentner (erwähnt für das Jahr 1685) 1685 wurde Joseph Clemens von Bayern (1671–1723) auf Geheiß von Kurfürst Maximilian Emanuel von Bayern zum Koadjutor ernannt. |
| Joseph Clemens von Bayern                   | 1688 | 1723 | Als Joseph Clemens von Bayern Julius Heinrich von Rehlingen-Radau als amtierenden Stiftsdekan und Generalvikar wegen seines und seiner Mit-Kapitulare ruchbar gewordenen lockeren Lebenswandels aus der Berchtesgadener Regierung ausschloss und zudem auf mehr geistliche Zucht (disciplinam religiosam) des ganzen Stifts bestand, beschloss das Kapitel wegen seines verbrieften Rechts auf freie Wahl künftig keinen Auswärtigen und vor allem keinen Wittelsbacher Prinzen mehr zu ihrem Regenten zu wählen, woraufhin die 128 Jahre währende Kurkölnische Administration endete. |
| Julius Heinrich von Rehlingen-Radau         | 1723 | 1732 | Cajetan Anton Notthafft von Weißenstein |
| Cajetan Anton Notthafft von Weißenstein     | 1732 | 1752 | Graf Saur von Ankenstein, Michael Balthasar von Christalnigg wurde zum Koadjutor gewählt. |
| Michael Balthasar von Christalnigg          | 1752 | 1768 | Graf Saur von Ankenstein |
| Franz Anton Josef von Hausen-Gleichenstorff | 1768 | 1780 | Graf Saur von Ankenstein († 1771), Freiherr Adam von Remching († 1779), Franz Xaver Graf von Dietrichstein († 2. Juni 1810) |
| Joseph Konrad von Schroffenberg-Mös         | 1780 | 1803 | Franz Xaver Graf von Dietrichstein (* 24. Mai 1733, † 2. Juni 1810) |

Personen ohne weitere Bemerkungen waren allesamt aus den Reihen der Augustiner-Chorherren als Stiftsdekan der Klosterstifts Berchtesgaden erwählt worden.
* (Von diesem Stiftsdekan gibt es ein Grabdenkmal in der Franziskanerkirche in Berchtesgaden – Hinweise zu den Grabdenkmälern von (Fürst-)Pröpsten in Berchtesgaden siehe Liste der Fürstpröpste von Berchtesgaden.)